# حقوق الإنسان في قبرص الشمالية
تُعتبر حقوق الإنسان في شمال قبرص محمية بموجب دستورها. ومع ذلك، كشفت بعض التقارير عن انتهاكات لحقوق الإنسان ضد الأقلّيات، كما كشفت عن انتهاك للحرية الديمقراطية والتحرر من التمييز والتحرر من التعذيب وحرية التنقل والمعتقد والتعبير، إضافة إلى انتهاك حق التعليم وحق الحياة وحق الملكية وحقوق المشرّدين. تُعتبر حقوق القبارصة اليونانيين النازحين إحدى النقاط المحورية في المفاوضات المستمرة لحل النزاع القبرصي نتيجة للغزو التركي لقبرص في عام 1974، لا سيما حقّهم في الملكية والعودة.
وفقاً لتقرير وزارة الخارجية الأمريكية لعام 2001، تحترم الدولة حقوق الإنسان عامّةً على الرغم من حدوث بعض المشاكل المتعلّقة بأنشطة الشرطة وتقييد حرية التنقل. أشار تقرير مفوّضية الأمم المتحدة لحقوق الإنسان المتعلّق بمسألة حقوق الإنسان في قبرص لعام 2011 إلى الآثار التي يتركها التقسيم المستمر لقبرص على حقوق الإنسان في جميع أنحاء الجزيرة، بما في ذلك «حرية التنقل وحقوق الإنسان المتعلقة بمسألة الأشخاص المفقودين والتمييز والحق في الحياة وحرية المعتقد والحقوق الاقتصادية والاجتماعية والثقافية».

## الحرّيات

### الحرية الديمقراطية
نظرت منظمة «بيت الحرّية» في تقريرها «الحرية في العالم» إلى المستوى الملموس للحرية الديمقراطية والسياسية في شمال قبرص على أنه «حر» مع دخول عام 2000. كما اعتبرت في تقرير آخر الحقوق السياسية والحريات المدنية في شمال قبرص «حرة» في يناير من عام 2014.
أعربت مؤسسة حقوق الإنسان القبرصية التركية في يناير من عام 2009 بأنه «يُحظر على القبارصة اليونانيين والموارنة القاطنين في شمال قبرص المشاركة في الانتخابات (الوطنية) القبرصية التركية». كما صرّحت وزارة الخارجية الأمريكية بأنه "يُمنع كلّ من القبارصة اليونانيين والموارنة من المشاركة في الانتخابات (الوطنية) القبرصية التركية، علماً بأنهم مؤهلين للمشاركة في الانتخابات القبرصية اليونانية، لكنّهم سيضطرون إلى السفر للمناطق المُسيطر عليها من قبل الحكومة ليمارسوا هذا الحق". كما قالت وزارة الخارجية الأمريكية إن الانتخابات في شمال قبرص لعامي 2009 و2010 كانت انتخابات حرة ونزيهة، وأضافت «لم تقيّد السلطات المعارضة السياسية ولم يتأثر أعضاء أو غير أعضاء الحزب السياسي المهيمن بشكل إيجابي أو سلبي».

### التحرر من التعذيب
في يناير من عام 2009، أعلنت مؤسسة حقوق الإنسان القبرصية التركية (TCHRF) عن وجود «تقارير عديدة تفيد بوقوع حالات تعذيب أو معاملة لا إنسانية على أيدي رجال الشرطة، إلا أن المحامين ومؤسسة حقوق الإنسان القبرصية التركية يضغطون على السلطات للتحقيق في هذه الحوادث بصدق».

### حرية المعتقد
يحمي دستور شمال قبرص حرية المعتقد، كما ينصّ على علمانية دولة شمال قبرص. أكّد أحد تقارير وزارة الخارجية الأمريكية في عام 2002 على حماية القانون في شمال قبرص لحرية المعتقد وعلى احترام الحكومة عموماً لهذه الحرية. ذكر تقرير وزارة الخارجية الأمريكية حول حرية المعتقد في عام 2007 أن «السلطات القبرصية التركية تحترم حق حرية المعتقد في الممارسة عموماً»، كما ذكر أن الممارسة الدينية حرة بشكل عام. أكّدت مجموعة حقوق الأقليات الدولية في عام 2009 على احترام السلطات القبرصية التركية لحرية المعتقد بشكل عام.
في 27 يناير من عام 2011، أدان 68 ممثلاً في الهيئة البرلمانية لمجلس أوروبا في الإعلان الخطي رقم 467 ما يلي: «مقاطعة قدّاس عيد الميلاد في الجزء الشمالي في قبرص والمحتل من قبل القوات التركية، إضافة إلى القيود المفروضة على حرية المعتقد والعبادة». فقد تبيّن أن القوات التركية أرغمت الكاهن على خلع ثوبه وأمرت الجميع بمغادرة الكنيسة أثناء تأدية الطقوس في كنيسة سانت سينيسوس في مدينة ريزوكارباسو، حيث انتهكت القوات التركية بذلك الاتفاقية الأوروبية لحقوق الإنسان.

### حرية التعبير والصحافة
في يوليو من عام 1996، أفادت لجنة حماية الصحافيين بأن الصحافي في صحيفة «النظام الجديد» كوتلو أديلي أصيب برصاصة قاتلة بجانب منزله بعد أن انتقد سياسات الحكومة المتعلّقة بالهجرة. ذهبت زوجته إلى المحكمة الأوروبية لحقوق الإنسان بسبب فشل السلطات هناك في التحقيق بمقتل زوجها بشكل ملائم.
ذكر أحد تقارير وزارة الخارجية الأمريكية في عام 2002 أن هناك احترام لحرية التعبير والصحافة في شمال قبرص عموماً، حيث توجد بعض الصحف المعارضة التي غالباً ما تنتقد الحكومة.
صنّف مؤشر حرية الصحافة العالمي لعام 2010 قبرص وشمال قبرص في المراتب 45 و61 على التوالي. كما ذكرت وزارة الخارجية الأمريكية في عام 2010 بأنه يوجد تحسّن في وضع حرية الصحافة بشكل عام، وأضافت أنه لا توجد أي قيود على الإنترنت وبأنه يُسمح لوسائل الإعلام المستقلة بالعمل والتعبير عن وجهات نظرها المختلفة دون قيود.
في أبريل من عام 2011، كشف المعهد الدولي للسلامة في مجال الأخبار عن إصابة كلّ من محرر الأخبار في القناة التلفزيونية القبرصية التركية «كانال تي» مولتو إسندمير وأحد مراسلي صحيفة «قبرص» التركية في انفجار سيارة مفخخة. اعتقد إسندمير أنه يوجد رابط بين الهجوم وبعض المقالات المتعلّقة بقضايا تخطيط المدن في كيرينيا. أشار رئيس جمعية الصحافيين «بايسن سين» كمال درباز إلى انتشار الهجمات ضد الصحافيين.

## الحقوق

### حق التعليم
خلال السنة الدراسية لعامي 2004 و2005، افتُتحت صالة للألعاب الرياضية في المدرسة الابتدائية القبرصية اليونانية الوحيدة في شمال قبرص من أجل المجتمع القبرصي اليوناني في مدينة ريزوكارباسو، حيث اعتُبرت هذه المدرسة أول مدرسة ثانوية متاحة للمجتمع القبرصي اليوناني منذ الغزو التركي لقبرص في عام 1974.
في عام 2008، أفادت صحيفة «المرآة المالية القبرصية» بأن الحكومة في شمال قبرص قد منعت معلّمي المدارس من العودة إلى المدرسة الابتدائية في مدينة ريزوكارباسو.
وفي عام 2010، صرّحت وزارة الخارجية الأمريكية بأنه «لا يوجد أي حالات مسجّلة للتمييز الرسمي أو المجتمعي على أساس [...] الحصول على التعليم».

### حقوق مجتمع الميم
يُعتبر الاتصال الجنسي بالتراضي بين الإناث البالغات أمراً قانونياً في شمال قبرص، إلا أن المثلية الجنسية بين الذكور بقيت محرّمة حتّى يناير من عام 2014. أُلغي التشريع المعادي للمثلية الجنسية بعد صدور حكم عن المحكمة الأوروبية لحقوق الإنسان في عام 1993.
في 27 يناير من عام 2014، أقرّ النوّاب القبارصة الأتراك في البرلمان تعديلاً يلغي قانوناً موروثاً من الحقبة الاستعمارية، حيث يعاقب هذا القانون العلاقات الجنسية المثلية بالسجن لمدّة تصل إلى 5 أعوام. اعتُبرت قبرص آخر المناطق الأوروبية التي تجرّم العلاقات الجنسية بين الرجال البالغين بالتراضي. ردّ ناشط في المجموعة المناصرة للحقوق «الرابطة الدولية للمثليات والمثليين وثنائيي الميول الجنسية والمتحولين جنسياً» بولو كورتي ريال على هذا التعديل قائلاً: «نرحّب بتصويت اليوم، يمكننا أن نصف أوروبا أخيراً كقارة خالية تماماً من القوانين المجرّمة للمثلية الجنسية».

### حقوق الأقليات
في عام 2008، افتُتح كنيس يهودي في مدينة كيرينيا في شمالي قبرص، يتبع هذا الكنيس للجالية اليهودية الصغيرة في المنطقة والتي تضم بعض رجال الأعمال غير المقيمين. لم يُبلّغ عن أي هجمات معادية للسامية.

### حقوق المرأة
يمنع قانون شمال قبرص أشكال العنف المنزلي بموجب الأحكام العامة المتعلّقة بالاعتداء والعنف والضرب في القانون الجنائي، إلا أن الدولة لم تكن قد أصدرت بعد أي تشريع منفصل يخصّ العنف المنزلي في شمال قبرص. في يناير من عام 2009، انتبهت مؤسسة حقوق الإنسان القبرصية التركية إلى عدم تمتّع المرأة بحقوق متساوية مع الرجل، كما أنها لا تعيش ظروفاً مماثلة لظروف الرجال في الزواج على وجه الخصوص. إذ يمنع المجتمع الأبوي المرأة من التمتّع بحقوقها. أشار تقرير لوزارة الخارجية الأمريكية في عام 2012 إلى استمرارية ظواهر العنف ضد المرأة على الرغم من تعامل السلطات مع قضايا الاغتصاب ومحاكمتها بصدق، إلا أنه لا توجد أي منظمات غير حكومية داعمة لضحايا الاغتصاب.

## التاريخ

### القضايا المتعلّقة بنزاع قبرص
في عام 2001، صرّحت وزارة الخارجية الأمريكية بوجود مشكلة في التعامل مع الأقليات القبرصية اليونانية والمارونية. ومع ذلك، أفاد تقرير وزارة الخارجية الأمريكية الأخير لعام 2002 بتخفيف حكومة شمال قبرص القيود المفروضة على الأقليات واحترامها لحقوقها في السفر خارج البلاد والهجرة. وفي أبريل من عام 1998، أكّدت التحالفات الوطنية المناهضة للترحيل من مقرّها في المملكة المتحدة على تنفيذ الجيش التركي لسياسة الهجرة القسرية، حيث أجبروا الأكراد على استعمار شمال قبرص. كما أكدت مديرية الهجرة والجنسية في المملكة المتحدة في عام 1999 على عدم تعرّض الأكراد للتمييز وعلى تمتّعهم بحقوق سياسية ودينية متساوية مع الآخرين.
رفع اللاجئون القبارصة اليونانيون دعوى جماعية (القبارصة اليونانيون وآخرون ضد شمالي قبرص والبنك الأمريكي أتش إس بي سي) بسبب الغزو التركي لقبرص في عام 1974، وانضم إلى هذه الدعوى كل من ساندرا كوسينسكي وبات كلارك وسوز لاتشفورد لأنهم سدّدوا ثمن الفيلات التي اشتروها ولم يحصلوا على السند القانوني لملكيتها في الجزء الشمالي من الجزيرة.
تشتري لجنة الممتلكات غير المنقولة في شمال قبرص ممتلكات النازحين بشكل مباشر في حالة تقديمهم بطلب إلى اللجنة، إلا أنها لا تسمح لهم بالعودة إلى ممتلكاتهم وأراضيهم.

### آراء جمهورية قبرص
زعمت جمهورية قبرص في تقرير لها لعام 1994 حدوث انتهاكات لحقوق القبارصة اليونانيين المحاصرين. تضمن التقرير ادعاءات بإنكار حقوق الأطباء القبارصة اليونانيين في الاستقرار ضمن المنطقة أو في زيارتها بانتظام، إضافة إلى القيود المفروضة على قوات حفظ السلام التابعة للأمم المتحدة فيما يتعلّق بحرية الحركة. كما تضمّن التقرير المتطلبات المزعومة لالتماس نقل المحاصرين خارج قراهم وتقديم تقارير لمراكز الشرطة أسبوعياً، حيث يُطلب منهم تنظيف المراكز والمناطق المجاورة. ادّعوا بأن هذا الأمر جزء من «سياسة مستمرة من المضايقات والتمييز العنصري والترهيب والإكراه». كما ركّز التقرير على قيام السلطات القبرصية التركية بانتهاك حقوق القبارصة اليونانيين في الملكية عن طريق توزيع ممتلكاتهم ومنع 200,000 منهم من العودة إلى هذه الممتلكات.